# Srednja šola
Srednja šola je šolska ustanova, ki izvaja nadaljevanje osnovnošolskega izobraževanja. Nudi bodisi poklicno izobraževanje, bodisi predstavlja vmesno stopnjo in pripravo na višješolsko ali visokošolsko izobraževanje (gimnazija je zgled za slednji tip srednje šole). Po Mednarodni standardni klasifikaciji izobraževanja (ISCED) pokriva 2. in 3. stopnjo izobraževanja.
Organizacija in poimenovanje se med državami močno razlikujeta.